# Шэннон, Чарльз Хасселвуд
Чарльз Хасселвуд Шэннон (англ. Charles Haslewood Shannon; 26 апреля 1863[…], Слифорд, Линкольншир — 18 марта 1937[…], Кью, Большой Лондон) — английский художник. Наиболее известный своими портретами, которые можно найти в нескольких крупных европейских музейных коллекциях, в том числе в Национальной портретной галерее в Лондоне.

## Биография
Шеннон родился в Слифорде, Линкольншир, в семье преподобного Фредерика Уильяма Шеннона, и Кэтрин Эмма Манторп, дочери хирурга Дэниела Леветта Манторпа.
Шеннон получил образование в школе Святого Иоанна Лезерхеда Позже он посещал Южно-Лондонскую школу технического искусства. Впоследствии на него сильное влияние оказал партнер по жизни Чарльз Рикеттс и пример Венецианской школы живописи. В своих ранних работах он был склонен к использованию тяжелого цветового тона, от которого впоследствии отказался ради более четкого и прозрачного цвета. Он добился большого успеха в своих портретах и композициях с фигурами в стиле Джорджоне, а также в гравюрах и литографических рисунках.
Муниципальной галерее Дублина принадлежит круглая композиция «Гроздь винограда и Дама с зелёным веером» (портрет миссис Хакон). Другой его натурщицей была популярная писательница Мэри Фрэнсис Даудалл. Одна из его самых замечательных картин — «Туалет Венеры» из коллекции лорда Нортклиффа. Некоторые из его портретных работ выставлены в Национальной портретной галерее в Лондоне.
Полные комплекты его литографий и офортов были приобретены Британским музеем, а также типографиями Берлина и Дрездена. Он был награждён золотой медалью первого класса в Мюнхене в 1895 году и серебряной медалью первого класса в Париже в 1900 году. Он был членом Международного общества скульпторов, художников и граверов.
В 1928 году после падения при попытки повесить картину Шеннон стал инвалидом. Повреждение неврологического характера вызвало амнезию и положило конец его карьере.